# Mitchellville (Maryland)
Mitchellville es un lugar designado por el censo ubicado en el condado de Prince George en el estado estadounidense de Maryland. En el Censo de 2010 tenía una población de 10.967 habitantes y una densidad poblacional de 834,69 personas por km².

## Geografía
Mitchellville se encuentra ubicado en las coordenadas 38°56′11″N 76°48′30″O / 38.93639, -76.80833. Según la Oficina del Censo de los Estados Unidos, Mitchellville tiene una superficie total de 13.14 km², de la cual 13.08 km² corresponden a tierra firme y (0.41%) 0.05 km² es agua.

## Demografía
Según el censo de 2010, había 10.967 personas residiendo en Mitchellville. La densidad de población era de 834,69 hab./km². De los 10.967 habitantes, Mitchellville estaba compuesto por el 7% blancos, el 85.45% eran afroamericanos, el 0.19% eran amerindios, el 3.22% eran asiáticos, el 0.08% eran isleños del Pacífico, el 1.41% eran de otras razas y el 2.64% pertenecían a dos o más razas. Del total de la población el 3.7% eran hispanos o latinos de cualquier raza.